# Мокусо
Мокусо （黙想） је јапански израз за медитацију, нарочито кориштен у јапанским борилачким вештинама. Мокусо се обавља на почетку и крају сваког тренинга како би се „прочистио ум“, а веома је сличан зен концепту Мушина.